# John Wick: Chapter 2
John Wick: Chapter 2 är en amerikansk action- och thrillerfilm, regisserad av Tchad Stahelski. Det är en uppföljare till filmen John Wick från 2014. I filmen medverkar skådespelarna Keanu Reeves, Common, Bridget Moynahan, Ian McShane, och John Leguizamo. Den hade biopremiär den 10 februari 2017 i USA, och Sverigepremiär den 24 februari samma år.

## Handling
Den hänsynslöse lönnmördaren John Wick är tillbaka för ytterligare ett uppdrag från de undre kretsarna. Hans tidigare kollega Santino D'Antonio har kallat tillbaka honom för att få hjälp. Johns uppdrag är att ta kontroll över en internationell samling av lönnmördare som rör sig bakom skuggan av samhället

## Rollista
- Keanu Reeves – Jonathan "John" Wick[4][5]
- Common – Cassian[6]
- Laurence Fishburne – The Bowery King[7]
- Riccardo Scamarcio – Santino D’Antonio[8]
- Ruby Rose – Ares[8]
- John Leguizamo – Aurelio[8]
- Ian McShane – Winston[9]
- Bridget Moynahan – Helen Wick[8]
- Lance Reddick – Charon[8]
- Thomas Sadoski – Jimmy[8]
- David Patrick Kelly – Charlie[10]
- Peter Stormare[8] – Abram Tarasov
- Franco Nero[11] – Julius
- Peter Serafinowicz[12] – The Sommelier
- Claudia Gerini – Gianna